# Конституционный суд Молдовы
Конституционный суд Республики Молдова (рум. Curtea Constituțională a Republicii Moldova) — относящийся к судебной ветви государственной власти орган конституционного контроля, в компетенцию которого входит оценка соответствия правовых норм конституции. Его статус и полномочия определены в 5-м разделе Конституции.
Конституционный суд Республики Молдова— единственный орган конституционной юрисдикции в Республике Молдова. Он независим от любой другой публичной власти и подчиняется только конституции. Он гарантирует верховенство Конституции, обеспечивает реализацию принципа разделения государственной власти на законодательную, исполнительную и судебную и гарантирует ответственность государства перед гражданином и гражданина перед государством.
Конституционный суд Республики Молдова не рассматривает политические вопросы.
С 10 ноября 2023 года председателем Конституционного суда Республики Молдова вновь избрана Домника Маноле.

## Полномочия
Конституционный суд решает следующие вопросы:
- осуществляет по запросу контроль конституционности законов и постановлений парламента, указов президента, постановлений и ордонансов правительства, а также международных договоров, одной из сторон которых является Республика Молдова[1];
- даёт толкование конституции;
- высказывается по предложениям о пересмотре Конституции;
- подтверждает результаты республиканских референдумов;
- подтверждает результаты выборов парламента и президента Республики Молдова;
- констатирует обстоятельства, оправдывающие роспуск парламента, отстранение от должности президента Республики Молдова или временное исполнение его обязанностей, а также невозможность исполнения президентом Республики Молдова своих обязанностей в течение более чем 60 дней[1];
- разрешает исключительные случаи неконституционности правовых актов, представленные Высшей судебной палатой;
- принимает решения по вопросам, предметом которых является конституционность деятельности партии.

Конституционный суд осуществляет свою деятельность по инициативе субъектов, предусмотренных законом о конституционном суде.

## Формирование
Конституционный суд Республики Молдова состоит из шести судей, назначаемых на шестилетний срок. Двое судей назначаются Парламентом, двое — Правительством и двое — Высшим советом магистратуры. Судьи Конституционного суда Республики Молдова избирают тайным голосованием Председателя суда на 3 года.

### Независимость
Судьи Конституционного суда Республики Молдова несменяемы в течение срока полномочий, независимы и подчиняются только Конституции.

### Условия назначения
Судьи Конституционного суда Республики Молдова должны иметь высшее юридическое образование, высокий профессиональный уровень и стаж работы в области юриспруденции, в сфере юридического образования или науки не менее 15 лет.

### Несовместимость
Должность судьи Конституционного суда Республики Молдова несовместима с какой-либо другой оплачиваемой государственной или частной должностью, за исключением преподавательской и (или) научной деятельности.

## Решения Конституционного суда
- Законы и другие нормативные акты либо их части утрачивают силу с момента принятия Конституционным судом Республики Молдова соответствующего решения.
- Решения Конституционного суда Республики Молдова окончательны и обжалованию не подлежат.

## Резонансные решения
В 2017—2019 годы Конституционный суд Республики Молдова неоднократно временно отстранял от должности Президента страны Игоря Додона, когда тот отказывался подписывать Указы о назначении министров Правительства Республики Молдова и иные Законы, принятые Парламентом Республики Молдова (Закон «по борьбе с иностранной пропагандой»). Указы и Законы подписывались лицом, которому временно переходили полномочия Президента Республики Молдова  — председателем парламента Республики Молдова Андрианом Канду, после чего полномочия вновь возвращались Игорю Додону.

## Конституционный суд Молдовы и ЕСПЧ
Решения ЕСПЧ и Конституционного суда Республики Молдова могут противоречить друг другу. Примером противоречия стало «Дело Тэнасе против Молдовы» (Tenase vs. Moldova). По этому делу ЕСПЧ 18 ноября 2008 года установил, что, запрещая лицам с двойным гражданством избираться депутатами, молдавский законодатель нарушил право на свободные выборы. 26 мая 2009 года Конституционный суд Республики Молдова своим решением фактически отказался признать обязательность этого решения. Большая палата ЕСПЧ в решении от 27 апреля 2010 года подтвердила, что в данном случае было нарушено право на свободные выборы. В том же 2010 году парламент Республики Молдова отменил этот закон.

## Состав Конституционного суда
- Домника Маноле — Председатель
- Николай Рошка
- Люба Шова
- Сергей Литвиненко
- Виорика Пуйка
- Ион Маланчук

## Председатели Конституционного суда
- 23 февраля 1995 года председателем Конституционного суда был избран Павел Барбалат.
- 27 февраля 2001 года председателем Конституционного суда был избран Виктор Пушкаш.
- 1 марта 2007 года председателем Конституционного суда был избран Дмитрий Пулбере, который был переизбран 2 марта 2010 года.
- 4 октября 2011 года председателем Конституционного суда был избран Александр Тэнасе, который был переизбран 6 октября 2014 года.
- 12 мая 2017 года председателем Конституционного суда был избран Тудор Панцыру. 31 января 2018 года Тудор Панцыру подал в отставку, и с 1 февраля 2018 года исполняющим обязанности председателя Конституционного суда стал Аурел Бэйешу.
- 16 марта 2018 года председателем Конституционного суда был избран Михаил Поалелунжь.
- 19 августа 2019 года председателем Конституционного суда был избран Владимир Цуркан.
- 23 апреля 2020 года председателем Конституционного суда была избрана Домника Маноле.
- 25 апреля 2023 года председателем Конституционного суда был избран Николай Рошка. Подал в отставку 9 ноября 2023 года.
- 10 ноября 2023 года председателем Конституционного суда была избрана Домника Маноле.